# Ofentse Mogawane
Ofentse Mogawane (* 20. Februar 1982) ist ein südafrikanischer Sprinter, der sich auf die 400-Meter-Distanz spezialisiert hat.
Bei den Weltmeisterschaften 2005 in Helsinki schied er im Vorlauf aus. 2006 wurde er wegen eines Verstoßes gegen die Doping-Bestimmungen verwarnt, nachdem man bei einer Dopingkontrolle die Substanz Methylprednisolon entdeckt hatte.
2011 gewann er bei den Weltmeisterschaften in Daegu mit dem südafrikanischen Quartett Silber in der 4-mal-400-Meter-Staffel.

## Persönliche Bestzeiten
- 200 m: 20,65 s, 19. Juli 2011, Castres
  - Halle: 21,31 s, 1. Februar 2009, Leipzig
- 400 m: 45,11 s, 22. Juli 2006, Mals